# Fabien Gram
Fabien Gram (Brussel, 1964) is een Belgische vioolbouwer. Op zijn 14de ging hij in de leer, en hij werd opgeleid bij De Vylder en Thadeusz Geisler Wyganowski. In 1987 opende hij in Brussel zijn werkplaats L’Atelier de Lutherie Gram. In 1999 volgde een vestiging in Rigny-le-Ferron, Frankrijk.
Hij bouwde violen voor onder meer Yehudi Menuhin en Lola Bobesco.